# Вырубка
Вырубка в металлургии — вид механической обработки металлов и других конструкционных материалов резанием, при котором вырубаемый или разрубаемый материал испытывает воздействие значительного сдвигового механического напряжения до повышения последнего выше предела текучести материала. В результате сдвига происходит отделение одной части материала от другой. Вырубка или рубка это один из древнейших видов механической обработки известной человечеству.

## Применение вырубки
Вырубка широко применяется на заготовительной и окончательной стадии производства. Достоинством вырубки является её максимально низкая энергоёмкость на единицу обрабатываемого материала по сравнению с такими видами обработки резанием как: точение, фрезерование, шлифование и другими. Вырубка наиболее предпочтительная операция в машиностроении, так как практически нет стружки, отходы от вырубки легче утилизируются и скорость вырубки (производительность) весьма высока.

## Инструмент и станки для проведения рубки или вырубки
Вырубка и рубка в различных случаях производится с использованием следующего инструмента и станков:
1. Ручная вырубка и рубка.
  - Зубило: Древнейший инструмент (рубка металлов и камня). Кустарное производство, ремонт, демонтаж, резьба по камню (скульптура).
  - Стамеска: Единичное производство. Обработка мягких материалов (дерево, пластик).
  - Ножницы: Резание бумаги, картона, мягкого листового металла, тканей и пластмасс.
2. Механическая вырубка и рубка.
  - Пресс-ножницы: Заготовительная рубка металлопрофилей (круг, квадрат, швеллер, уголок и др) и листа.
  - Гильотины: Рубка листового металла, пластиков и бумаги.
  - Штамповочные прессы: Вырубка из листового металла, пластика, дерева и картона.
  - Кузнечные молоты: Вырубка и рубка на рубочной оснастке (кузнечные топоры) в кузнечном производстве.
  - Роликовые ножницы: Рубка и вырубка листового материала в крупносерийном и массовом производстве.

Для изготовления инструмента для вырубки и рубки применяют:
- Углеродистые инструментальные стали: холодная рубка.
- Низко- и среднелегированные стали: холодная рубка на оборудовании.
- Штамповые стали: холодная и горячая рубка.